# هنري سوندرز (سياسي)
هنري سوندرز (بالإنجليزية: Henry Saunders)‏ هو مهندس مدني وسياسي أسترالي، ولد في 16 فبراير 1855 في لندن في المملكة المتحدة، وتوفي في 13 أكتوبر 1919 في أستراليا. حزبياً، نشط في حزب التجارة الحرة. وقد انتخب Member of the Western Australian Legislative Council ‏ وانتخب عضو مجلس الشيوخ الأسترالي ‏ عن دائرة أستراليا الغربية (20 مايو 1903 – 31 ديسمبر 1903).